# Битка при Адрианопол (378)
Битката при Адрианопол на 9 август 378 г. между римската армия под командването на източния император Валент и готските племена под командването на Фритигерн, се води на 13 km северно от днешния град Одрин, на територията на днешна България близо до границата с Турция, и завършва с решителна готска победа, която се счита за началото на края на Западната Римска империя.

## Предистория
През 364 г., една година след смъртта на Юлиан, Валент става съимператор наред с брат си Валентиниан I. Двамата разделят империята на две: Валент става източен император, а Валентиан – западен.
През 367 – 369 г. Валент воюва срещу готите и ги побеждава. През 375 г. Валентиан умира и е наследен от сина си Грациан. През 376 г., изместени от нашествието на хуните, готите, водени от Алавив и Фритигерн, молят да им бъде позволено да се заселят в Римската империя. Император Валент им позволява да се установят в Мизия, надявайки се, че те ще станат земеделци и войници съюзници на Рим (федерати). След като се заселват на юг от Дунав обаче, готите въстават заради трудностите, които понасят вследствие на непочтеността на управителите Лупицин и Максим. Двамата управители налагат високи данъци на готите, възползват се от глад, за да им продават некачествено месо на много високи цени, държат готки като наложнички и вземат деца за заложници. Лупицин вижда недоволството на готите и се опитва да плени вождовете им Фритигерн, Алавив и други на банкет в Марцианопол (дн. Девня). Алавив е убит, но Фритигерн се измъква от капана, повежда готите на открит бунт и избива военната част предвождана от Луципин на 15 км от Марцианопол. Алатей и Сафракс също преминават Дунав на салове.
Източният император Валент тогава решава да се върне от персийската граница заедно с армията си и иска от Грациан подкрепления, за да воюва срещу готите. Грациан изпраща пълководеца Фригерид, както и водача на гвардията си Рикомер, заедно с подкрепления. За двете години преди битката при Адрианопол има поредица от битки, които не позволяват на никоя от страните да вземе надмощие. Валент тръгва от Антиохия за Константинопол, където пристига на 30 май. Той назначава новопристигналия от Италия ком (граф) Себастиан да реорганизира войската в Тракия. Себастиан взима 2000 от своите легионери и тръгва към Адрианопол. Те сразяват малки готски отряди, включително един връщащ се след плячкосване на Родопите. Фритигерн събира силите си при Никополис, а след това при Берое (или при Кабиле), за да се изправи срещу римската заплаха.
Грациан изпраща армията си в Панония, когато лентиензите (част от алеманите) прекосяват р. Рейн и нападат Римската империя. Грациан отзовава армията си и побеждава лентиензите при Аргентариа (дн. Колмар, Франция). След това поема на изток с част от армията си по речния път, а останалата част тръгва по суша. Той пристига в лагера на Марс (близо до Железни врата), на 400 км от Адрианопол, където ги нападат аланите, след което се връща в Панония. Валент придвижва армията си до Адрианопол, където се укрепяват с ров и вал. На 6 август Валент получава известия за местоположението на готите на 18 км северно от града. Пратеникът Рикомер носи писмо от Грациан съветващо да се изчака, същото съветват и генералите на Валент. На 8 август Фритигерн изпраща посланик с предложение за мир и съюз в замяна на римска територия. Сигурен в численото си превъзходство Валент отхвърля предложението. Неговата оценка обаче не включва част от готската кавалерия, която е заминала за събиране на припаси. Валент вероятно е искал да увеличи популярността си сред населението на Константинопол с една победа, с която да се равнява по успеха с Грациан и да предотврати евентуален готски поход срещу града на Босфора.

## Съотношение на силите

### Римската армия
Армията на Валент може да е включвала части от армията на Тракия, която търпи тежки поражения през 376 – 377 г., Първата армия на присъствието на императора и Втората армия на присъствието на императора, и двете базирани в Константинопол, но изпратени през 376 г. на персийската граница, а през 377 – 378 г. на запад. Валент разполага със 7 легиона, включително Legio I Maximiana и помощни войски. Кавалерията се състои от стрелци на кон и имперската гвардия. Батальони ланкарии и матиарии, вероятно съюзници, но матиарии може да означава „пехота с боздугани“, при които Валент търси убежище по време на битката, признак на отчайващото му положение.
Римските войски също включват батальон батавци, които очевидно бягат, тъй като се споменава един офицер на име Виктор, който се опитва да ги включи в битката, но открива отсъствието им, кавалерия с щитове (скутарии) и стрелци под командването на ибериеца принц Бакурий. Те са вероятно помощни войски от Транскавказка Иберия.

### Готската армия
Южно от Дунава има две готски армии, едната, водена от Фритигерн е главно набрана от тервинги, а другата, водена от Алатей и Сафракс е съставена от гревтунги. Фритигерн пръв се изправя срещу римляните и включва цялата си армия в боя. Алатей и Сафракс пристигат по-късно заедно с повечето си кавалерия и вероятно част от пехотата си, алански батальон.
Амиан отбелязва, че по преценка на римските полеви разузнавачи готите наброяват 10 000, но отхвърля тази стойност като подценяване. Изглежда тази бройка не включва силите на Алатей и Сафракс. Според някои съвременни историци готите са били 12 000 – 15 000.

## Полесражение
Много български изследователи предполагат, че сражението се е случило на север от Адрианопол, близо до българо-турската граница и под или до възвишението, където се намира древното укрепление Вукелон до с. Маточина, Свиленградско.
Сред чуждите изследователи са се оформили три алтернативни тези за мястото на битката. Една от тях предполага, че готския лагер и полесражението са север от Адрианопол, но на запад от река Тунджа. Друга поставя сражението отново в северна посока, но на изток от р. Тунджа, някъде до днешното село Муратчали. Третата теза за полесражението приема място право на изток от Адрианопол, до село Демирханли.

### Готски лагер в предишния ден
Според римския историк Амиан Марцелин готските войски най-напред били забелязани на 15 римски мили (22,2 km) от Адрианопол, където спрели придвижването си посока от Кабиле към станцията Нике и направили лагер.

### Римски лагер
Римският лагер бил непосредствено до Адрианопол. В денят на битката 9 август 378 г. император Валент изглежда е разтурил лагера, тъй като строил легионите под стените на града, а после, след като оставил хазната и иператорските инсигнии зад стените на града, складирал обоза отвън непосредствено до крепостните стени и потеглил с легионите към готите.

### Полесражение
Римският историк не споменава преминаване през р. Тонзос, така че е вероятно мястото на битката да е било на източния бряг на реката. Римските легиони марширували поне 8 римски мили (към 12 km) преди преговорите, а след това атакували готите. Споменава се, че готите подпалили пожари „…нашир в полята…“ (лат. amplitudine camporum). Готите били укрепени в лагер, тъй като се споменава за „вражески вал“ (лат. vallum hostile). Амиан Марцелин пише, че готската конница се втурнала „…покрай високи планини…“ (лат. propre montes celsus). Следователно полесражението на повече от 12 km от Одрин, някъде е в Одринското поле, но в близост до планини, каквито са Дервентските възвишения или Сакар.

## Ход на битката
На сутринта на 9 август Валент напуска Адрианопол, оставяйки имперската хазна и администрация след себе си. Той знае от разузнавачи местоположението на готите северно от града, където пристига след седемчасов преход през труден терен, който изтощава легионерите. Около 14:30 ч. римляните пристигат в безредие и се изправят срещу готския лагер, изграден на върха на хълм. С изключение на кавалерията готите заемат позиция зад кръга, изграден от фургони, където са скрити и семействата и имуществото им. Фритигерн започва преговори, които вбесяват римските войници, но печелят ценно време за готите.
Отряд от римската армия губи търпение и започва битката без заповед, вярвайки, че ще има лесна победа и вероятно копнеещи да отмъстят на готите за двугодишното им вилнеене из Хемуския полуостров. Имперската кавалерия от стрелци с щитове под командването на кавказкия принц Бакурий напада, но поради липсата на подкрепление набързо са отблъснати. Римското ляво крило достига кръга от фургони, но в това време се появява готската кавалерия на Алатей и Сафракс, извикана от вестители. Кавалерията обгражда римските войници, които вече се намират в безпорядък след провала на първото нападение. Римляните се оттеглят към подножието на хълма, където се скупчват и не могат да маневрират поради тежките си брони и дълги щитове и битката се превръща в клане на римляните, което продължава до вечерта.
Според Амиан Марцелиан:
| „ | Различните роти толкова се струпаха, че стана трудно някой да изтегли меча си или да издърпа ръката си и заради облаците прах небесата вече не се виждаха и ечаха страховити викове. И така стрелите носещи смъртта от всички страни винаги улучваха смъртоносно, тъй като не можеха да бъдат видени и отблъснати. | “ |

Самият император е изоставен от охраната си. Някои се опитват да го спасят, но повечето от кавалерията бяга. Последните мигове на Валент не са известни, но според едно предание той е бил улучен от стрела и занесен от войниците си в къща в съседно село, която готите подпалват и императорът загива.

## Последици
Според римския историк Амиан Марцелин едва една трета от римската войска успява да избяга. Много офицери, сред които генерал Себастиан, са убити в най-тежкото римско поражение след битката в Тевтобургската гора през 9 г., както и 35 трибуни. Римската империя е разтърсена от поражението. Ядрото на източната армия е унищожено, много способни управители са убити, а оръжейните работилници по Дунав са унищожени след битката.
Император Валент е убит в битката след като бил ранен със стрела. Според Павел Орозий при бягството от бойното поле императорът бил пренесен от войниците във вила или малко имение. Готите обаче подпалили къщата и той изгорял.
Битката при Адрианопол се смята за началото на края на Западната Римска империя (както битката при Манцикерт се смята за началото на края на Източната Римска империя). Готите се превръщат в силни противници, които наследникът на Валент на престола в Константинопол Теодосий I привлича като съюзници, но които продължават да бродят из римските територии, понякога като съюзници, понякога като врагове. Те са привлечени в римската войска като федерати, под командването на своите собствени командири, което увеличава и политическата им тежест. Варварските нашествия стават все по-дръзки и успешни и през 410 г. Аларих превзема и плячкосва самия Рим, а през 476 г. последният западен император Ромул Августул се предава на остготите.
Адрианопол слага край на легиона като основна съставна част на римската имперска армия, завладяла територията от Шотландия до Месопотамия. След по-малко от век основната офанзивна част на армията стават тежките конници, предшественици на византийските катафракти и средновековните рицари.